# 奥托·冯·俾斯麦
奥托·愛德華·利奧波德·冯·俾斯麦（德語：Otto Eduard Leopold von Bismarck；1815年4月1日—1898年7月30日），又称俾斯麥-申豪森伯爵（Graf von Bismarck-Schönhausen；1865年），俾斯麥親王（Fürst von Bismarck；1871年），勞恩堡公爵（Herzog zu Lauenburg；1890年），德国政治家和外交家，出生於德意志邦聯申豪森，於1867年至1871年出任北德意志邦聯首相。1871年德意志帝國成立時成為德意志帝國的首任首相，直至1890年辭職。
作為政治人物，他首先為普魯士地區以容克階級為主的保守派利益發聲，並成為他們的代表，藉此拓展自己的名聲。隨後在保守時代中成為一名外交官。1862年普魯士憲政危機期間，他被普魯士國王威廉一世任命為首相。在與自由派的鬥爭中，俾斯麥無視議會的存在，在1864年到1866年間連續對丹麥、奧地利開戰，讓普魯士為主的小德意志方案變成德國問題的解答。藉由1870年到1871年的普法戰爭，他促使了德意志帝國成立。
作為首相，俾斯麥為新生的德意志帝國制定了許多新穎的政策，尤其是其「鐵血政策」，更因此被史學家和人們稱作「鐵血宰相」（德語：Eiserner Kanzler；「鐵」指武器，「血」指軍人的鮮血，可指戰爭）。於1862年至1890年（於1873年短暫中斷）擔任普魯士首相，為德意志帝國貢獻良多。對外他致力於歐洲的權力平衡。俾斯麦在1861年掌權後，其國內政策可以粗分為兩個部分，一是與溫和派自由主義者結盟，並推行許多政治改革，包括引入民事婚姻等，以此與天主教會相對抗。1870年開始，俾斯麥開始與自由主義者劃清界線，轉向實施保護政策和經濟干預政策，並建立社會保險系統。在1880年代時，更推動社會黨人法壓制社會主義者。
俾斯麥與1888年登基的威廉二世，一直有著諸多不合，使得俾斯麥在1890年被後者解職而下台。卸下首相職務的俾斯麥，其在政治上仍佔有一席之地，並常常批評其後繼者的政策。此外，他為自己撰寫了名為《回憶與思考》的自傳，裡面描述了他記憶中，自己為德國還有德國人民的諸多貢獻，以及自己會不斷地為德國和德國人民做出貢獻。
一直到20世紀中葉，史學家對俾斯麥的評價一直都是相當正面，或多或少體現了其理想化民族主義者的特質。第二次世界大戰結束後，對俾斯麥的批評開始出現，認為德國民主發展的失敗，以及德意志帝國不正確的國家結構，俾斯麥都脫離不了關係。近幾年對俾斯麥的評論，逐漸跳脫這種兩極化的對比，開始平等的探討於其政策的成就和缺點，並將之與當代的政治結構和進程相對比。由于其對德國統一的貢獻，加上卓越及偉大成就，俾斯麥最後獲昇任為德意志帝國陸軍上將。在2005年德國電視二台票選最偉大的德國人活動中，他排名第九，次於第八偉大的印刷術發明者約翰內斯·古騰堡。

## 少年時期

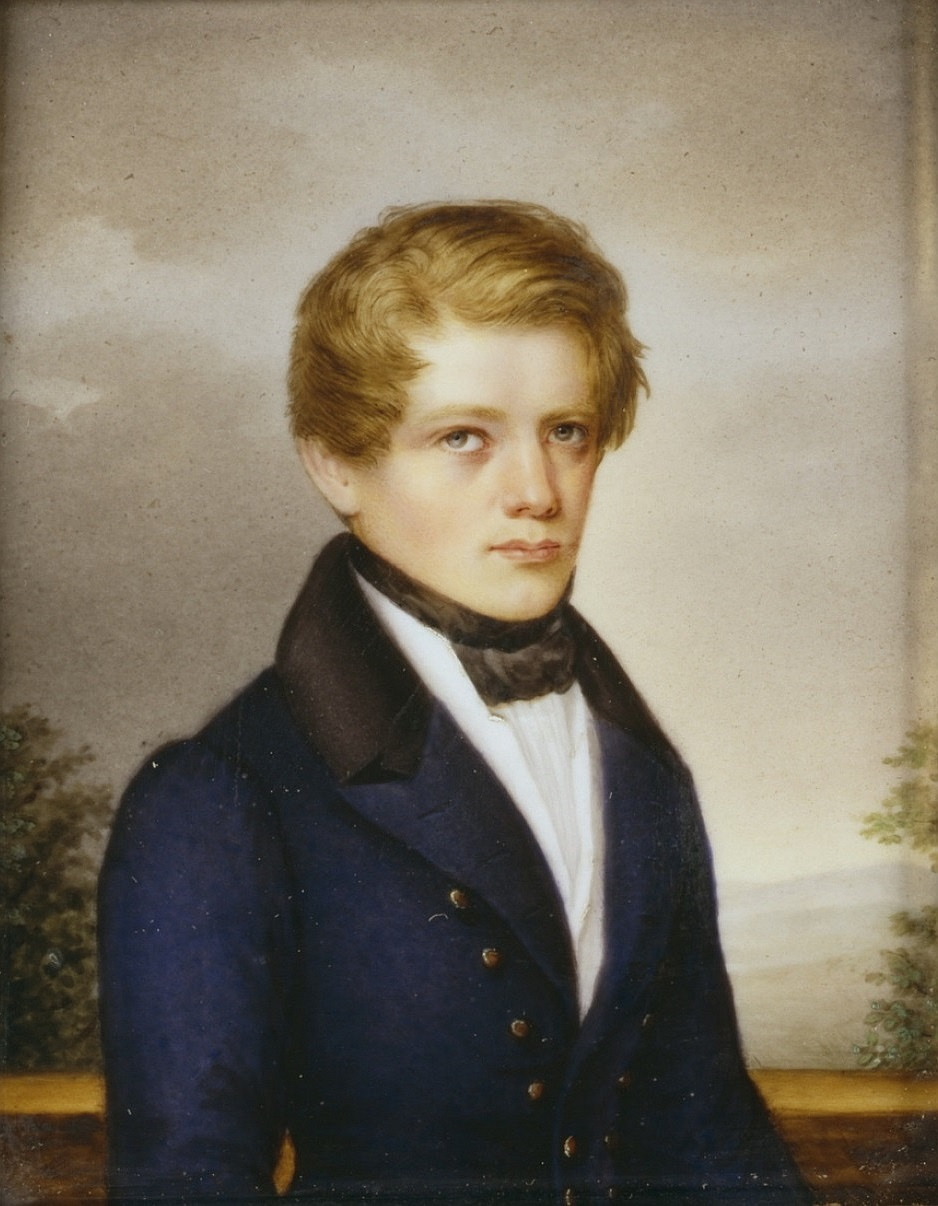
1836年的俾斯麥

1815年4月1日，俾斯麥出生於普魯士薩克森省施滕達爾內，阿爾特馬克小鎮申豪森（今處於薩克森-安哈特州）的申豪森堡。其父名為斐迪南·冯·俾斯麦（Ferdinand von Bismarck，1771–1845），是一位地主、傳統容克，以及退休騎兵上尉，母親則名為威廉明妮·露易絲·門肯（Wilhelmine Luise Mencken，1789–1839）。俾斯麥的父親為俾斯麥家族的一員，俾斯麥家族自18世紀便已存在。一個世紀以來，俾斯麥家族在後波美拉尼亞的諾加德郡擁有3處房產和土地。俾斯麥的母親與其父親的出生背景大為不同，自小生活在中產階級的家庭，其父阿納斯塔修斯·路德維希·門肯為腓特烈二世的內閣秘書，而門肯家族曾孕育出數位學者和政府高官。俾斯麥有一個比他年長的哥哥和一個妹妹。哥哥名為伯恩哈特·馮·俾斯麥（1810－1893），後來也擔任多個行政首長職位。妹妹則叫做瑪文娜·馮·俾斯麥（Malwine von Bismarck）。1816年，俾斯麥一家搬遷至位於斯德丁（現斯塞新）東北方、波美拉尼亞奈弗夫（Kniephof；現波蘭柯納澤沃）的莊園，當時該地屬於後波美拉尼亞。俾斯麥的童年就在該地的田園中度過。
一般人會因為俾斯麥著戎裝的樣子，而認為俾斯麥是典型沒有受過教育的普魯士容克。其實不然，俾斯麥所受的教育水平相當高，且學識豐富，見聞廣博，更精通或理解英語、法語、義大利語、波蘭語以及俄語等多國語言。
父母親差異極大的出身背景，給俾斯麥的社會化過程帶來極大的影響。俾斯麥繼承了父親身為俾斯麥家族一員的驕傲，他的母親除了賦予他機敏的頭腦、三思而後行的能力，更給了他敏捷的語言能力，使俾斯麥有能力跳脫出家族背景的框架。也因為他的母親，俾斯麥才能接受到類似文化市民階級子女所受的教育，而非鄉村紳士（Landedelmann；居住在鄉村地區的貴族或名流）的教育。俾斯麥的母親使他不只能扮演好容克的角色，更能投身從事公共事務。但是面對母親的嚴厲教導，俾斯麥自己寫道，自己在家中與父母相處時，從未感到歸屬感。俾斯麥對母親始終有層隔閡，不如他對父親的親愛之情。
俾斯麥小學時就讀於約翰·恩斯特·普拉曼創建的小學，中學時則先後就讀腓特烈-威廉（Friedrich-Wilhelm）中學和格勞·恩克洛斯中學。
1832年，未滿17歲的俾斯麥便入讀了哥廷根大學。然而，俾斯麥並不滿意大學的生活。在其就讀大學期間，他經常腰間佩劍，並牽著一隻大狼狗。但卻無心向學，並染上很多惡習，曾与同学作过27次決鬥。後來雖轉到柏林大學入讀法律系（1833-35），但仍然沒有滿意。1838年在格赖夫斯瓦尔德作為後備軍參加軍訓時，進入格賴夫斯瓦爾德大學學習農業。
在哥廷根時，俾斯麥與美國學生、後來的美國歷史學家和外交官約翰·洛斯羅普·莫特利成為好友。後來此人在1839年寫作的小說《莫頓的希望，或鄉下人的記憶》（Morton's Hope, or the Memoirs of a Provincial）中說俾斯麥當時魯莽而古怪，但卻是一個很有天分和魅力的年輕人。且求学时启，显现俾沖动好斗性格，常找同学斗剑，以致脸被刀划伤，终生脸留一刀疤，雖然俾斯麥畢業後成為了律師，但他並不甘於此，於是投考公務員，當上了一個小書記。
在此時他結識了一位貴族女子，兩人訂婚，可是他沒錢，想以賭博賺聘金，卻反而輸掉所有金錢，並欠下很多債務。因此這次婚約取消了。其後他結識了一位牧師的女兒並訂婚，但那位女子亦跟一位富有的軍人走了。結果俾斯麥只有帶著欠債，回到家鄉。
回到家鄉後，他與其哥哥分家，當上了莊園主人，可是他並不滿意這種生活，所以很快便再次進入政壇。

## 政治生涯

### 議員生涯

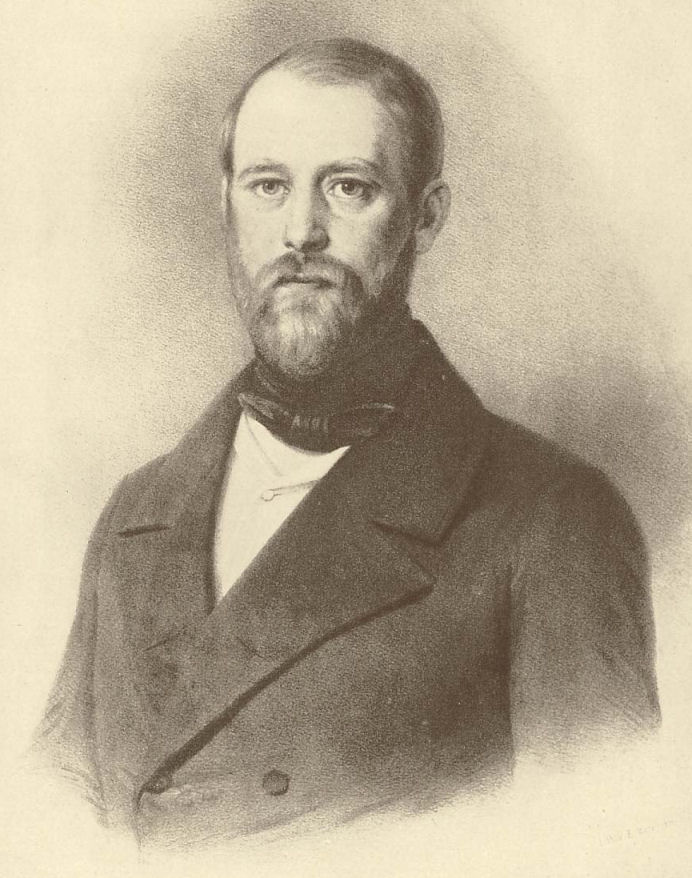
1847年,32歲的俾斯麥

這次步入政壇，使俾斯麥一生命運改變。他首先當上了河堤監督官，這份差事很適合俾斯麥好勝的性格，因此他當得很稱職，很快便樹立了正面的形象。他藉此機會參加議會選舉。雖然只當選為候補議員，但他卻成功以手段逼使一位議員以患病理由退出，結果他成功當選為柏林州的正式議員。這年是1847年5月，俾斯麥當時只有32歲。 同年，他與约翰娜·冯·普特卡默訂下婚約，並於該年完婚。
但就在次年，著名的德意志1848年革命爆發，普魯士國王被俘。俾斯麥決定親赴柏林，打探虛實。他遇上了已經逃往英格蘭的威廉親王的妻子奥古斯塔，後者打算將其子腓特烈扶上王位，但奧古斯塔沒有接受俾斯麥的幫助。俾斯麥最初的設想是動員自己領地內的農民參軍勤王，但到達柏林後，上級只讓他為軍隊提供補給。
1849年俾斯麥被選入新的普魯士州議會（Preußischer Landtag），當時他的立場是「反德意志統一」。隨後他當上了埃爾福特議會（Erfurt Parliament）的普魯士代表，但其目的仍然是阻撓德意志統一的進行。最終該議會因為無法得到德意志最大的兩個組成部分，即普魯士和奧地利的支持而以失敗告終。

### 外交官生涯
1851年，俾斯麥出駐法蘭克福邦聯會議之普魯士代表，並於不久後升為大使，而這份差事他足足做了8年。他在邦聯議會中與議長國奧地利針鋒相對，多次阻礙奧地利推動不同法案與預算。1853年克里米亞戰爭爆發，俄羅斯向鄂圖曼帝國宣戰，英法為防止俄國擴張而支持鄂圖曼對俄羅斯宣戰，而奧地利打算與英法一起參戰，但由於奧地利財政壓力很大，於是希望在議會中通過令邦聯參戰，使各小國共同負擔軍費，俾斯麥立即串聯各小國共同杯葛修改奧地利的原議案，結果議案在大幅修改下通過，未能成功把邦國拉進參戰中。結果奧地利沒有正式參戰，雖然成功爭取簽署巴黎條約，不過英法不滿奧地利沒有參戰，而俄羅斯與奧地利從此反目，神聖同盟崩潰。結果令奧地利被孤立起來。而俄國則與反對參戰的普魯士走得很近。
1857年，腓特烈·威廉四世精神失常，因此由其弟威廉親王攝政，威廉親王攝政後，即時召見俾斯麥，並任命他為駐俄大使。
在1861年威廉親王登基，是為威廉一世，但他隨即在擴充軍備方面，與議會發生衝突。無奈之下，只有任命俾斯麥為內相，但俾斯麥並不甘於只當內相，故此並不履行。
在1862年春，俾斯麥回到柏林，普王因為內部的壓力，並不能升他為首相。結果俾斯麥請辭，並被改派為駐法大使。同年，在普鲁士议会新一轮选举中自由派获得了绝对胜利，并马上否决了普鲁士政府的对军事改革的全部拨款，政府和议会陷入了僵局。在重大矛盾之下，俾斯麥成为首相的唯一可能人选。1862年9月23日，威廉一世召回俾斯麥，並任命其為首相兼外交大臣。

### 首相生涯

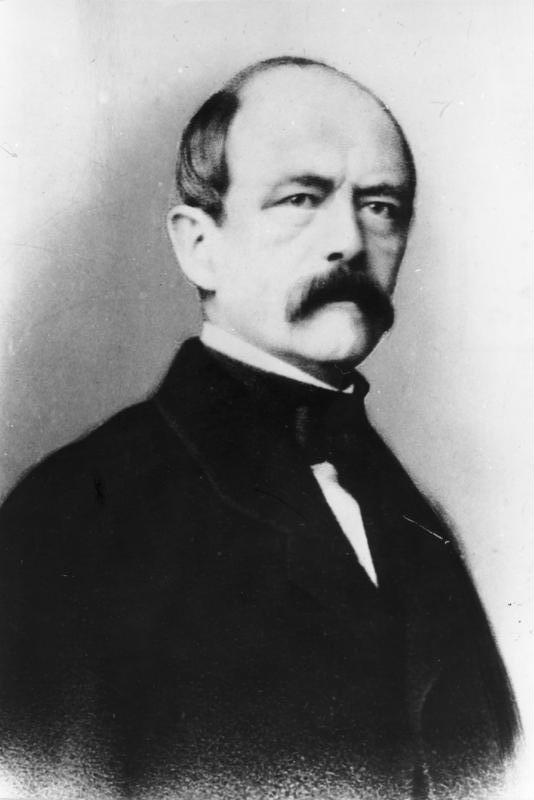
1862年的擔任普魯士首相的俾斯麥

成为首相的俾斯麦在9月26日的下院首次演讲中坚定的对议会發表「鐵血演說」：“当代的重大问题不是通过演说和多数派决议所能解决的……而是要用铁和血来解决！”从此俾斯麦被冠上了“铁血宰相”的绰号。随后国王对俾斯麦说：“我很清楚结局，他们会在歌剧广场朕的窗前砍下你的头，过些时候再砍下朕的头。”而俾斯麥則回應道：“既然迟早要死，为何死得不体面一些？……无论是死在绞架上抑或死在战场上，这之间是没有区别的……必须抗争到底！”从此，国王和他的首相间形成了十分特别的牢固关系。
在俾斯麥就任首相後，並未能解決與議會的衝突，為此，他便欲以德國統一的大業來轉移議員的視線，並爭取工人阶级的支持来抗衡资产阶级自由派。很快地，他便開始籌劃三場統一戰爭。

## 統一戰爭

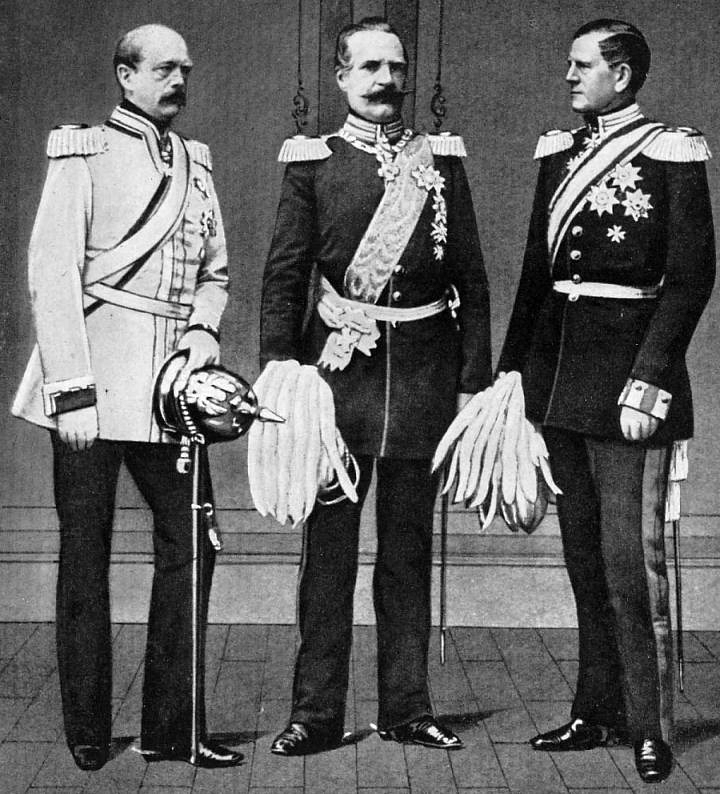
德國統一的三大功臣 - 俾斯麥、羅恩、毛奇

### 普丹戰爭(丹麥戰爭)
丹麥作為德意志的北鄰，經常插手德意志的事務，因此俾斯麥第一個便要解決丹麥。另一個原因是因為在1863年石勒苏益格在波蘭革命中被納入丹麥。而戰爭同時可以觀察奧國實力，為普奧戰爭作好準備。
在1861年，丹麥国王欲接管普丹邊境石勒苏益格和荷尔斯泰因兩地，俾斯麥立即以此製造爭端。他首先確保如果普丹開戰，其他列強不會干涉，並與奧地利結盟共同攻打丹麥，最後逼使丹麥放棄这兩个州。
在1864年10月30日所簽訂的《維也納和約》中，規定丹麥放棄两地。而於1865年8月14日普、奧兩國達成《加斯坦因專約》，將石勒苏益格劃歸普魯士統治，荷尔斯泰因則歸屬奧地利。
但是這其實是俾斯麥處心積慮的計謀，因為奧地利所得的荷尔斯泰因不但面積狹小，而且被普魯士包圍。這樣奧地利很容易便會與普魯士發生衝突，因此這是一條將奧地利推向與普魯士發生戰爭的導火線。

### 普奧戰爭
在普丹戰爭後，俾斯麥決定要將奧地利趕出德意志邦聯，以利於將來德國的統一。因此他著手孤立奧地利，首先俾斯麥答允協助俄國取消《黑海中立條款》。並與法皇拿破崙三世會晤，表示普魯士不反對把盧森堡及萊茵河區讓給法國，以此確保法國在普奧戰爭中保持中立。而英國當時繼續實行光榮孤立的政策，因此在普奧發生衝突時會保持中立。最後，他在1866年4月8日，與意大利簽訂攻守同盟條約，規定如果普魯士在3個月內與奧開戰，意大利則必須同時對奧宣戰，只有在奧地利歸還威尼斯予意大利的情況下，方可與奧講和。
最後，奧皇因為不滿意《加斯坦因專約》的條款，而要求用普魯士最富庶的工业区西里西亚交换荷尔斯泰因，因此俾斯麦以此藉口，指責奧地利毀約。結果在1866年5月，威廉一世下令全國總動員，並於同年6月對奧宣戰。意大利亦依據攻守同盟條約，同時對奧宣戰。
不久，普魯士便征服北德的親奧小邦，並於1866年7月3日以29.1萬軍力在薩多瓦與23.8萬奧軍發生大戰，即薩多瓦會戰，最後奧軍戰敗。
而這時俾斯麥決定與奧地利講和，而不是乘勝追擊，因為他明白對於普魯士最有利的做法不是消滅奧地利，而是將奧地利逐出德意志邦聯，並且讓其作為抵擋俄國西進的屏障。因此他在該年8月23日簽訂的《布拉格條約》中給予奧地利極為寬容的講和條件，以便於保持對奧地利的良好關係。
普奧戰爭結束後，妨礙德國統一的就只剩下在背後控制著南德諸邦的法國了。

### 普法戰爭

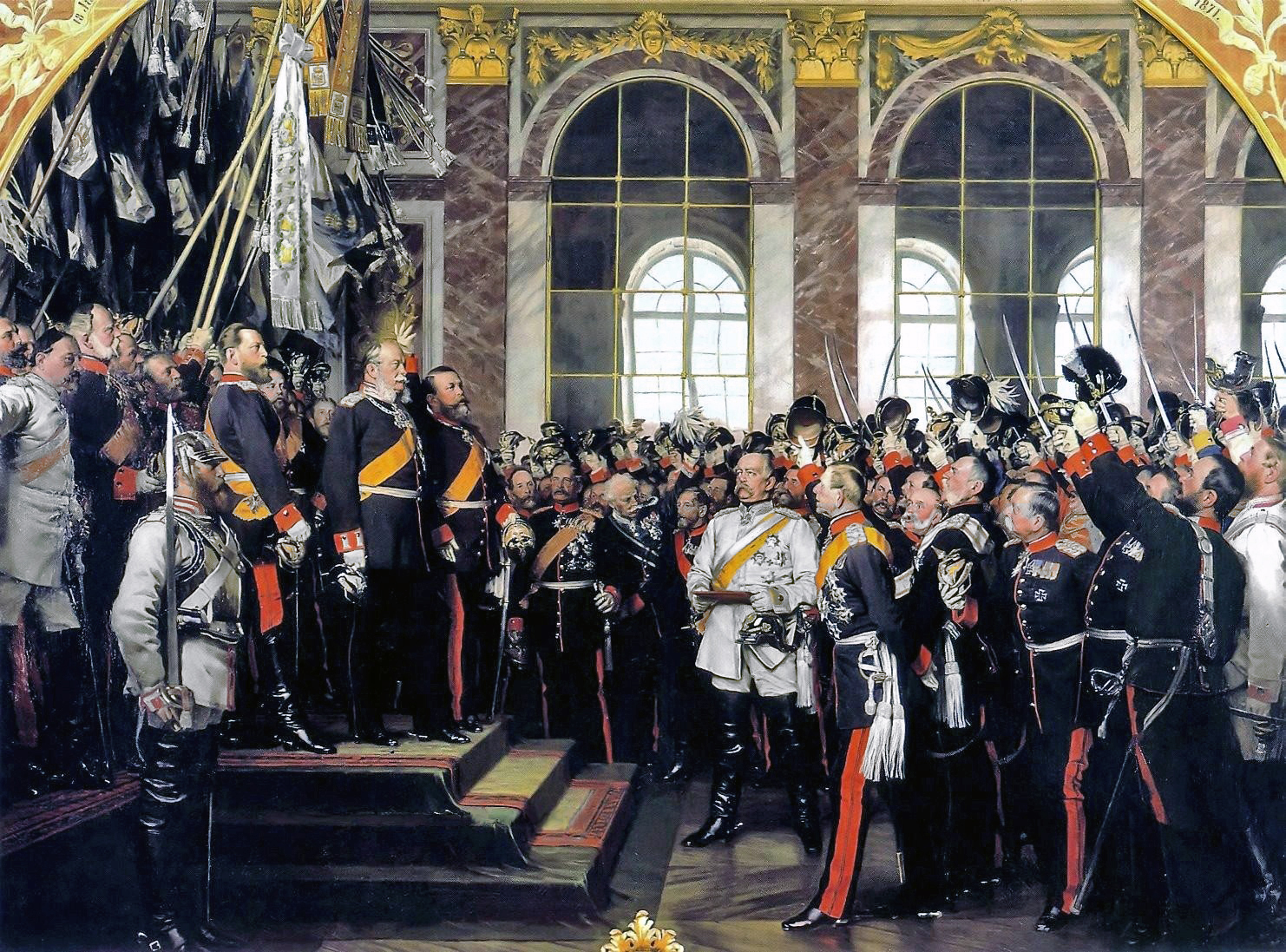
1871年1月18日：德意志帝国在凡尔赛宫镜厅宣告成立。俾斯麦為衣着白色者。巴登大公立于威廉身后，领衔欢呼。时为储君的德意志皇帝兼普鲁士国王腓特烈三世立于其父加冕德意志皇帝的普鲁士国王威廉一世右侧。安东·冯·维尔纳作

由於法國仍然在幕後操控著南德意志地區的各個邦國，阻礙德國統一。因此，俾斯麥以西班牙王位繼承問題製造爭端，逼使法皇拿破侖三世對普宣戰，而普魯士則藉此團結德意志民族，對法國作出進攻。
普魯士很快便擊退了入侵的法軍，並向法國作出反攻，在色當會戰中，普軍戰勝法軍，拿破侖三世投降。隨後普軍進軍至巴黎，與巴黎新成立的國防政府發生時長四個多月的包圍戰，最終與其簽訂停戰協議。
最後，普魯士國王威廉一世在法國凡爾賽宮的鏡廳中登基，宣佈德意志帝國成立，並從法國獲得阿爾薩斯和洛林兩地及50億法郎的戰爭賠款。

## 後期政治生涯

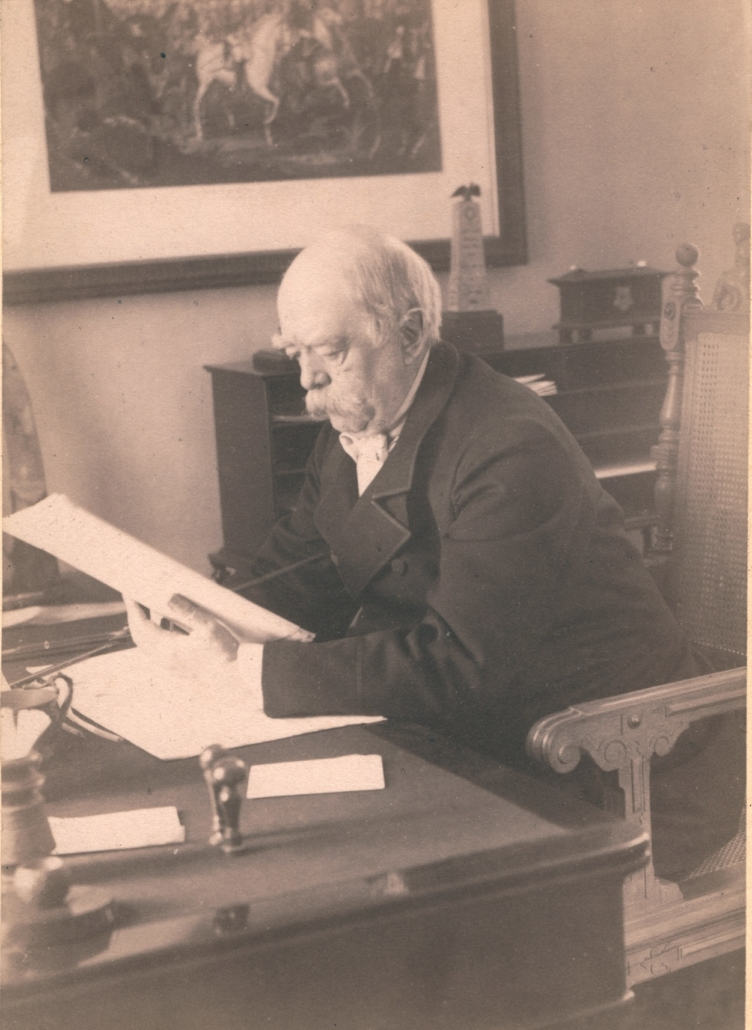
正在工作中的俾斯麦，1886年。

雖然德意志統一了，但俾斯麥仍需面對眾多國內外問題，因此他採行內、外兩種態度理政。在德意志帝國內，他依然保持高壓強橫的作風，打壓天主教勢力與左派勞工；國外方面，他避免樹立外敵，自稱「誠實經紀人」來協調歐洲大國的紛爭，表現出與過往「鐵血宰相」完全相反的姿態和風格。

### 國內問題
在國內問題方面，首先在1871年至1877年間的「文化鬥爭」中，與羅馬教廷互相攻擊，最後以雙方互相妥協結束。再在1878年隨即開始「圍剿左派」，制定《反社會主義非常法》，以打壓社會民主黨。但同時間，他亦制定了很多保障工人的措施，來進行攏絡，雖然很多只屬表面性質，但仍使德國成為世界上第一個擁有勞工立法的國家。

### 國外問題
在國外問題方面，自德國統一後，俾斯麥便不希望再有對外戰爭，以便讓德國可以休養生息，培養國力。因此他並不像其他歐洲國家一般，大量掠奪殖民地。但他又擔心法國報復，因此他採取結盟政策，孤立法國。首先在1873年，他與奧匈帝國、俄羅斯帝国締結「三帝同盟」。而在1877年，俄土戰爭爆發，俄國大敗土耳其，並簽訂了《聖斯提法諾條約》。結果在1878年，於柏林舉行了柏林會議。在會議中，他偏袒奧匈，但在表面上仍表現中立而自稱「誠實經紀人」。這使得俄國成了大輸家，导致德俄關係惡化，俄國退出三帝同盟。俾斯麥隨即與奧匈重訂盟約，稱為「德奧同盟」。然而俾斯麥擔心俄國會轉投法國，因此於1887年與俄簽訂「再保險條約」。
在1882年，他又與義大利、奧匈帝國簽訂「三國同盟」。

## 退出政壇
1888年3月9日（三帝之年），90歲的威廉一世逝世，其子腓特烈三世繼位，但在位99日就病故（故稱百日皇帝）。結果其子威廉二世繼位，時年29歲。這位年少氣盛的少年皇帝不甘受制於俾斯麥，因此與俾斯麥在很多問題上出現分歧。而當時俾斯麥已達73歲高齡，更已執政了長達26年。結果在一系列權力鬥爭後，俾斯麥明白鸟尽弓藏、兔死狗烹的道理，感到心灰意冷，在1890年3月18日向威廉二世呈辭，正式下野，結束30年執政。

## 逝世

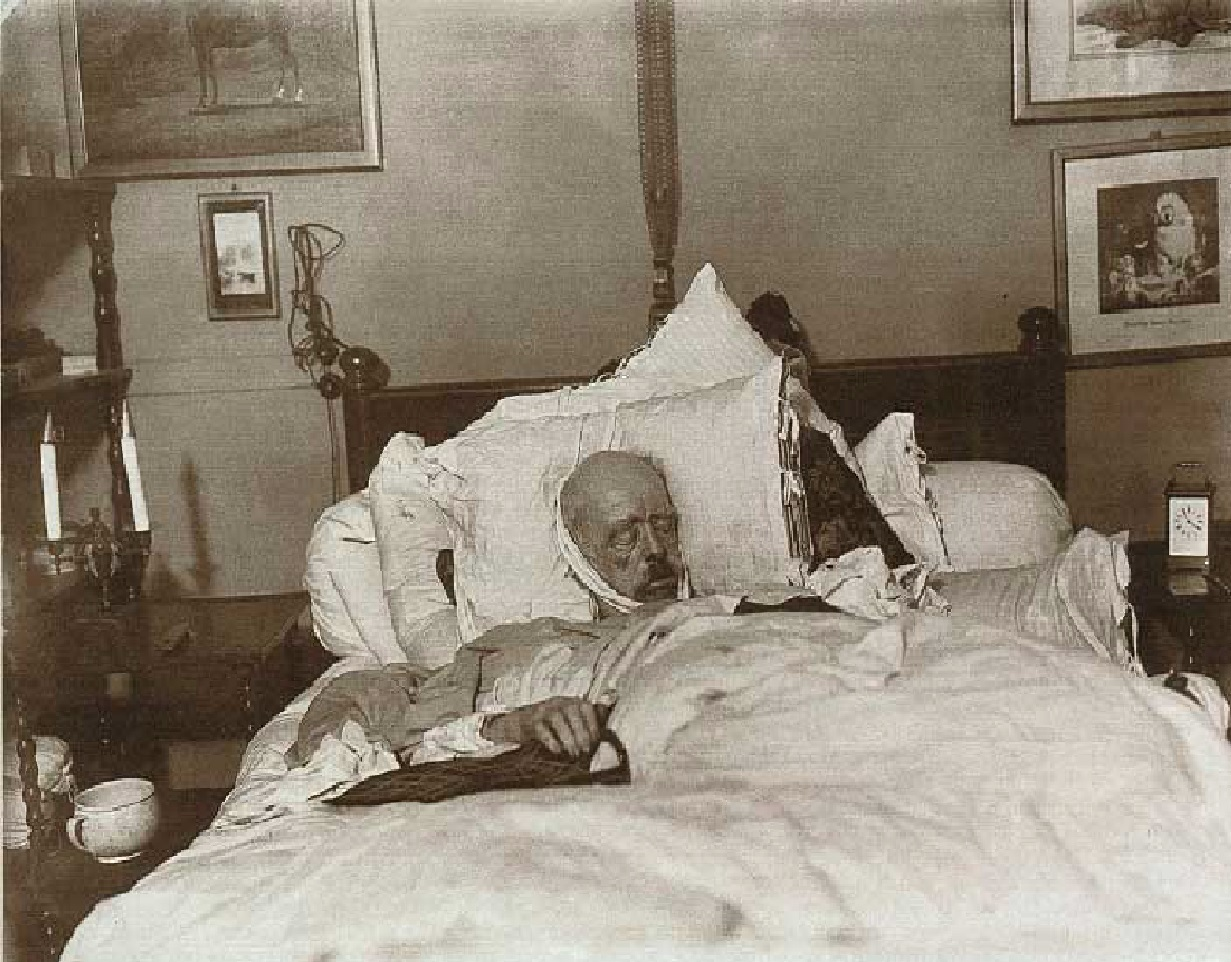
俾斯麦遗体照，摄于其逝世次日（1898年7月31日）。

俾斯麥下野之後，長居於漢堡附近的弗里德里希斯魯莊園，並著有回憶錄《思考與回憶》。該書的精確性飽受質疑，俾斯麥將各個歷史事件渲染得過度具有戲劇性，而且總是將其中自己的形象塑造得非常良好。
1898年7月30日，這位名震天下的鐵血宰相俾斯麥悄然離世，享壽83歲。俾斯麥離世后不久，俾斯麥的政敵便迅速清除了他在政界中的勢力，改革從此終止，德國走向他生前一直努力控制及防止的軍國主義，最終1914年第一次世界大戰爆發。

## 著作
《思考与回忆-俾斯麦回忆录》（全三卷），中文版2006 三联书店

## 头衔和称号
- 1815年4月1日 - 1865年： 容克 奥托·冯·俾斯麦
- 1865年–1871年： 高贵出身的 俾斯麦-顺豪森的奥托伯爵
- 1871年–1890年： 俾斯麦亲王殿下
- 1890年 – 1898年7月30日： 俾斯麦亲王，劳恩堡公爵殿下

## 荣誉

### 官方奖勋
- 普魯士王國
  -  拯救生命奖章（英语：Lifesaving Medal (Prussia)）（1842年12月13日）
  -  佩橡叶大十字级红鹰勋章（1863年3月17日，1878年佩王冠、节杖、双剑）
  -  黑鹰勋章（1864年11月21日，1965年佩颈链，1873年佩钻饰）
  -  佩剑骑士级霍亨索伦王室勋章（1866年）
  -  佩星大十字级霍亨索伦王室勋章（1866年7月28日，1873年佩钻饰）
  -  佩橡叶军事级功勋勋章（1884年9月1日）
  -  民事级功勋勋章（1896年1月20日）
- 安哈尔特公国
  -  熊阿尔伯特勋章（英语：大十字级熊阿尔伯特勋章）（1862年12月20日）
- 巴登大公国
  -  忠贞王室勋章（英语：House Order of Fidelity）（1869年，1871年佩钻饰金颈链）

## 後代
- 長女：瑪麗·馮·俾斯麥女伯爵
- 長子：赫伯特·馮·俾斯麥親王
  - 孫女：漢娜·馮·俾斯麥女伯爵
  - 孫女：瑪麗亞·馮·俾斯麥女伯爵
  - 孫：奧托·克里斯蒂安·阿奇博爾德·馮·俾斯麥親王
  - 孫：戈特弗里德·格拉夫·馮·俾斯麥伯爵
  - 孫：阿爾布雷希特·馮·俾斯麥伯爵
- 次子：威廉·馮·俾斯麥伯爵

## 註解
1. ↑  據歷史學家沃爾克·烏爾里希的說法，俾斯麥一直不接受這個稱謂，甚至以此稱謂作為收件人的信件都會被他所退回[2]